# 시고니 위버
수전 알렉산드라 "시고니" 위버(영어: Susan Alexandra "Sigourney" Weaver, 1949년 10월 8일~)는 미국의 배우이다. SF 영화의 액션 히로인으로서 그 이름이 높다. 에일리언 프랜차이즈에서 엘런 리플리 역을 맡은 것으로 제일 유명하며 이 역을 맡음으로써 1986년 아카데미상에 노미네이트되었다. 이 엘런 리플리라는 캐릭터 자체도 영화 역사상에 큰 족적을 남긴 여성 주인공으로서 높히 대접받는다.
1988년 《정글 속의 고릴라》와 《워킹 걸》로 드라마 부문 골든 글로브상 여우주연상을 수상, 이로써 동상에 있어 같은 해 2회 연기로써 수상한 첫 인물이 되었다. 전술한 두 영화는 아카데미상에도 노미네이트되었다. 골든 글로브상에서는 총 7회 노미네이트. 1997년 《아이스 스톰》으로 BAFTA상 여우조연상 수상. 1984년에는 브로드웨이 연극 《헐리벌리》로 토니상에 노미네이트.
이 밖에도 영화에서는 《고스트버스터즈》(1984), 《고스트버스터즈 2》(1989), 《데이브》(1993), 《갤럭시 퀘스트》(1999), 《홀스》, 《WALL-E》(2008), 《아바타》(2009), 《바비를 위한 기도》(2009), 《폴》(2011), 《캐빈 인 더 우즈》(2012), 《어 몬스터 콜스》(2016), 텔레비전에서는 《폴리티컬 애니멀스》(2012), 《더 디펜더스》(2017)에 출연한 바 있다.
2003년 채널 4에서 가리는 역대 가장 위대한 영화배우 서열에서 20위를 차지하였다.

## 출연작 목록

### 영화
| 연도 | 제목                                   | 원제                                         | 배역                           | 비고            |
| ---- | -------------------------------------- | -------------------------------------------- | ------------------------------ | --------------- |
| 1977 | 애니 홀                                | Annie Hall                                   | 단역                           |                 |
| 1979 | 에이리언                               | Alien                                        | 엘런 리플리                    |                 |
| 1981 | 살인 특종                              | Eyewitness                                   | 토니 소콜로                    |                 |
| 1982 | 가장 위험한 해                         | The Year of Living Dangerously               | 질 브라이언트                  |                 |
| 1983 | 세기의 거래                            | Deal of the Century                          | 캐서린 디보토                  |                 |
| 1984 | 고스트버스터즈                         | Ghostbusters                                 | 데이나 배럿                    |                 |
| 1985 | 로라 내사랑                            | One Woman or Two                             | 제시카 피츠제럴드              |                 |
| 1986 | 반달 거리                              | Half Moon Street                             | 로런 슬로터                    |                 |
| 1986 | 에이리언 2                             | Aliens                                       | 엘런 리플리                    |                 |
| 1988 | 정글 속의 고릴라                       | Gorillas in the Mist                         | 다이앤 포시                    |                 |
| 1988 | 워킹 걸                                | Working Girl                                 | 캐서린 파커                    |                 |
| 1989 | 고스트버스터즈 2                       | Ghostbusters II                              | 데이나 배럿                    |                 |
| 1992 | 에이리언 3                             | Alien 3                                      | 엘런 리플리                    |                 |
| 1992 | 1492 콜럼버스                          | 1492: Conquest of Paradise                   | 이사벨 1세                     |                 |
| 1993 | 데이브                                 | Dave                                         | 엘런 미첼                      |                 |
| 1994 | 야생의 백조                            | The Wild Swans                               | 내레이션                       | 단편            |
| 1994 | 진실                                   | Death and the Maiden                         | 파울리나 에스코바르            |                 |
| 1995 | 카피캣                                 | Copycat                                      | 헬렌 허드슨                    |                 |
| 1995 | 제프리                                 | Jeffrey                                      | 데브라 무어하우스              |                 |
| 1997 | 아이스 스톰                            | The Ice Storm                                | 제이니 카버                    |                 |
| 1997 | 에이리언 4                             | Alien Resurrection                           | 엘런 리플리                    |                 |
| 1997 | 스노우 화이트                          | Snow White: A Tale of Terror                 | 클로디아 호프먼                | TV 영화         |
| 1999 | 세계 지도                              | A Map of the World                           | 앨리스 굿윈                    |                 |
| 1999 | 갤럭시 퀘스트                          | Galaxy Quest                                 | 그웬 더마코 / 토니 매디슨 중위 |                 |
| 2000 | 컴퍼니 맨                              | Company Man                                  | 데이지 큄프                    |                 |
| 2001 | 하트브레이커스                         | Heartbreakers                                | 앤절라 나디노                  |                 |
| 2002 | 올챙이                                 | Tadpole                                      | 이브 그러브먼                  |                 |
| 2002 | 가이                                   | The Guys                                     | 조앤                           |                 |
| 2003 | 홀즈                                   | Holes                                        | 루이즈 워커                    |                 |
| 2004 | 가공의 영웅                            | Imaginary Heroes                             | 샌디 트래비스                  |                 |
| 2004 | 빌리지                                 | The Village                                  | 앨리스 헌트                    |                 |
| 2006 | 스노우 케이크                          | Snow Cake                                    | 린다 프리먼                    |                 |
| 2006 | TV 세트                                | The TV Set                                   | 레니                           |                 |
| 2006 | 인퍼머스                               | Infamous                                     | 베이브 페일리                  |                 |
| 2007 | 엘라의 모험: 해피엔딩의 위기           | Happily N'Ever After                         | 프리다                         | 애니메이션      |
| 2007 | 걸 인 더 파크                          | The Girl in the Park                         | 줄리아 샌드버그                |                 |
| 2008 | 밴티지 포인트                          | Vantage Point                                | 렉스 브룩스                    |                 |
| 2008 | 비카인드 리와인드                      | Be Kind Rewind                               | 로슨                           |                 |
| 2008 | 베이비 마마                            | Baby Mama                                    | 채피 비크널                    |                 |
| 2008 | 월-E                                   | WALL•E                                       | 액시엄 컴퓨터                  | 애니메이션      |
| 2008 | 작은 영웅 데스페로                     | The Tale of Despereaux                       | 내레이션                       | 애니메이션      |
| 2009 | 아바타                                 | Avatar                                       | 그레이스 오거스틴              |                 |
| 2009 | 바비를 위한 기도                       | Prayers for Bobby                            | 메리 그리피스                  | TV 영화         |
| 2010 | 크레이지 온더 아웃사이드               | Crazy on the Outside                         | 비키 젤다                      |                 |
| 2010 | 유 어게인                              | You Again                                    | 러모나 클라크                  |                 |
| 2011 | 시더 래피드                            | Cedar Rapids                                 | 마시 밴더헤이                  |                 |
| 2011 | 황당한 외계인: 폴                      | Paul                                         | 빅 가이                        |                 |
| 2011 | 어브덕션                               | Abduction                                    | 제럴딘 베넷                    |                 |
| 2011 | 램파트                                 | Rampart                                      | 조앤 콘프레이                  |                 |
| 2012 | 캐빈 인 더 우즈                        | The Cabin in the Woods                       | 감독                           |                 |
| 2012 | 레드라이트                             | Red Lights                                   | 마거릿 매시슨                  |                 |
| 2012 | 콜드 라잇 오브 데이                    | The Cold Light of Day                        | 진 캐럭                        |                 |
| 2012 | 뱀프스                                 | Vamps                                        | 시세러스                       |                 |
| 2014 | 마이 디프레션                          | My Depression (The Up and Down and Up of It) | 스웨이도스                     | 단편 애니메이션 |
| 2014 | 엑소더스: 신들과 왕들                  | Exodus: Gods and Kings                       | 투야                           |                 |
| 2015 | 채피                                   | Chappie                                      | 미셸 브래들리                  |                 |
| 2016 | 도리를 찾아서                          | Finding Dory                                 | 본인                           | 애니메이션      |
| 2016 | 고스트버스터즈                         | Ghostbusters                                 | 리베카 고린                    | 카메오          |
| 2016 | 몬스터 콜                              | A Monster Calls                              | 할머니                         |                 |
| 2016 | 톰보이리벤저                           | The Assignment                               | 닥터 레이철 제인               |                 |
| 2017 | 마이어로위츠 이야기 (제대로 고른 신작) | The Meyerowitz Stories                       | 본인                           | 카메오          |
| 2017 | 라카                                   | Rakka                                        | 재스퍼                         | 단편            |
| 2020 | 마이 뉴욕 다이어리                     | My Salinger Year                             | 마거릿                         |                 |
| 2021 | 고스트버스터즈 라이즈                  | Ghostbusters: Afterlife                      | 데이나 배럿                    |                 |
| 2022 | 콜 제인                                | Call Jane                                    | 버지니아                       |                 |
| 2022 | 아바타: 물의 길                        | Avatar 2                                     | 키리 / 그레이스 어거스틴 박사  |                 |
| 2022 | 마스터 가드너                          | Master Gardener                              | 노마 해버힐                    |                 |
| 2025 | 아바타: 불과 재                        | Avatar: Fire and Ash                         |                                | 제작중          |
| 2027 | 아바타 5                               | Avatar 5                                     |                                |                 |

### 텔레비전 드라마
| 연도     | 제목          | 원제              | 배역            | 비고                |
| -------- | ------------- | ----------------- | --------------- | ------------------- |
| 2008     | 일라이스톤    | Eli Stone         | 치료사          | "The Path" 에피소드 |
| 2012     | 정치적 동물들 | Political Animals | 일레인 배리시   | 6회분 출연          |
| 2015, 17 | 닥터 마틴     | Doc Martin        | 베스 트레이윅   | 2회분 출연          |
| 2017     | 디펜더스      | The Defenders     | 알렉산드라 리드 | 6회분 출연          |

## 수상 경력
- 1987년 제13회 새턴어워즈 최우수여우주연상
- 1989년 제46회 골든글로브시상식 여우조연상
- 1989년 제46회 골든글로브시상식 드라마부문 여우주연상
- 1998년 제51회 영국아카데미시상식 여우조연상
- 1998년 헤이스푸딩 올해의 여성상
- 2001년 시카고국제영화제 평생공로상
- 2006년 에든버러국제영화제 다이아몬드상
- 2009년 엠파이어어워즈 평생공로상
- 2010년 제36회 새턴어워즈 최우수여우조연상